# Hellsee
Der Hellsee ist ein natürliches Gewässer im Südosten des Ortes Lanke im Brandenburger Landkreis Barnim. Der See ist Teil einer zwischen Wandlitz und Biesenthal gelegenen Seenkette in einer zuletzt von der Weichseleiszeit geformten Rinne, die im Osten in das Naturschutzgebiet Biesenthaler Becken übergeht. Weitere Seen in dieser Rinne sind der Rahmer See und der Wandlitzsee, die beide zur Havel entwässern, der Regenbogensee, die Heiligen Drei Pfühle sowie der Liepnitz- und der Obersee (Lanke).

## Geografie
Der Hellsee ist ein ca. zwei Kilometer langer, von Mischwald umgebener Rinnensee. Er hat eine Fläche von 42,91 ha. Die Breite variiert zwischen 40 und 300 Metern. Die durchschnittliche Tiefe liegt bei 3 Metern, die maximale Tiefe soll bei 11 Metern liegen. Die mittlere Sichttiefe beträgt fast 2 Meter.
An der Nordspitze des Sees befindet sich, bedingt durch die Zuflüsse aus dem Obersee und der Krummen Lanke ein Sumpfgebiet, das von einem Steg durchquert wird. Ein weiteres Sumpfgebiet findet sich im Südosten des Sees. Der See entwässert bei Hellmühle über das in Richtung Norden verlaufende Hellmühler Fließ in die Finow und weiter in Richtung Oder.

## Umgebung
Der Hellsee, als Name aus der Zeit um 1600 als Hellen Sehe überliefert, ist ein beliebtes Ausflugsziel. Um den See führt ein Wanderweg, der innerhalb der Ortslage von Lanke einen im 19. Jahrhundert nach Plänen von Peter Joseph Lenné angelegten, heute verwilderten Park des Schlosses Lanke passiert. Bis kurz vor Ende des Zweiten Weltkriegs existierte an der schmalsten Stelle des Sees, etwa 500 Meter westlich der Mündung des Hellmühler Fließes, die Rote Brücke, über die Nord- und Südufer miteinander verbunden waren.

### Insel
Besonders reizvoll zeigt sich das Nordostufer des Sees, wo der Rundweg als Teil des 66-Seen-Wanderweges in unmittelbarer Seenähe verläuft. Hier führt er an einer vom Ufer nur durch einen Graben getrennten künstlichen Insel vorbei, auf der sich ein durch Vandalismus zerstörtes Grabmal der Familie Wülknitz, ehemals Besitzer des Schlosses Lanke, befindet. Die Insel war ursprünglich über eine Brücke zu erreichen, die heute nicht mehr existiert.
Der Graben, durch den die ehemalige Halbinsel zur Insel wurde, entstand im 18. Jahrhundert. Im Jahr 1796 ließ Major Hans Heinrich Otto von Wülknitz das Grabmal auf der Insel für seine verstorbene Frau errichten. In der Gruft wurde das Ehepaar von Wülknitz und dessen Enkelsohn bestattet. Bis nach dem Ende des Zweiten Weltkriegs erhalten, wurde das Grabmal in den Folgejahren, wie auch die Brücke über den Graben, nach und nach zerstört.

### Hellmühle
An der Ostseite des Sees liegt die ehemalige Hellmühle. Sie wurde bereits 1347 urkundlich erwähnt, als Markgraf Ludwig die damals im Besitz des Arnold von Bredow befindliche Mühle nebst Mühlengraben der Propstei Bernau übereignete. Im Jahre 1539, mit der von Kurfürst Joachim II. veranlassten Verlegung der Bernauer Propstei nach Berlin, gelangte die Hellmühle an das Domstift zu Cölln. Im Dreißigjährigen Krieg verödete die Mühle, wurde später aber wieder in Betrieb genommen. Erst in den 1920er Jahren wurde der Mühlenbetrieb endgültig eingestellt. Bis 1945 gehörte der Mühlenkomplex zum Schloss und Gut Lanke. In der DDR wurde die Hellmühle dann dem Volkseigenen Gut Lanke zugeeignet. Das Gebäude diente ab 1950 als Landschulheim und später als Jugendherberge. Seit 1989 stand das Gebäude leer, wird aber gegenwärtig (2012) wieder in Stand gesetzt.
In unmittelbarer Nähe der Hellmühle befindet sich die Uli-Schmidt-Hütte, das Haus der Ortsgruppe Biesenthal-Hellmühle der Naturfreunde Brandenburg, und der Ferienpark am Hellsee.
Am Westufer verläuft der Weg über ein Steilufer, das schöne Ausblicke auf den See erlaubt.

## Freizeitwert
Nicht nur als Wandergebiet erfreuen sich der Hellsee und die ihn umgebende, von der Eiszeit geformte Landschaft großer Beliebtheit. Der Hellsee ist ein ausgewiesenes Angelgewässer (F 03-124). Am See haben zwei Angelvereine ihr Domizil. Hechte, Zander, Welse, Karpfen, Aale, Schleie und verschiedene Weißfische gehören zu den im See vorkommenden Arten. Für Badelustige gibt es am Nordostufer des Sees diverse Zugangsmöglichkeiten zum Wasser. Unweit der Hellmühle, in westlicher Richtung unterhalb der damaligen Ferienanlage, bestand bis kurz nach der Wende eine offizielle Badestelle mit Steganlage.

Galerie
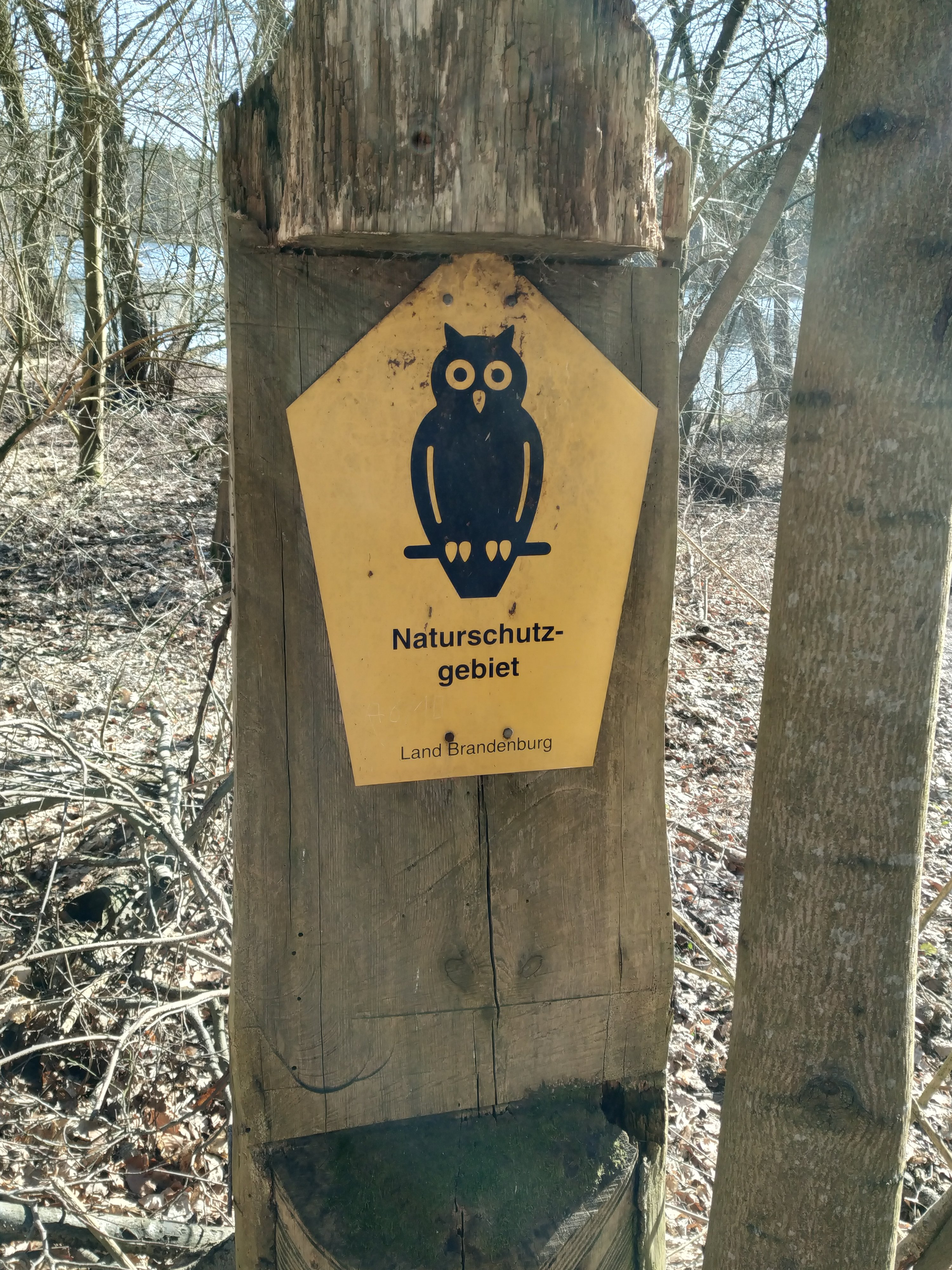
Naturschutzgebiet im Mündungsgebiet des Upstallfließes
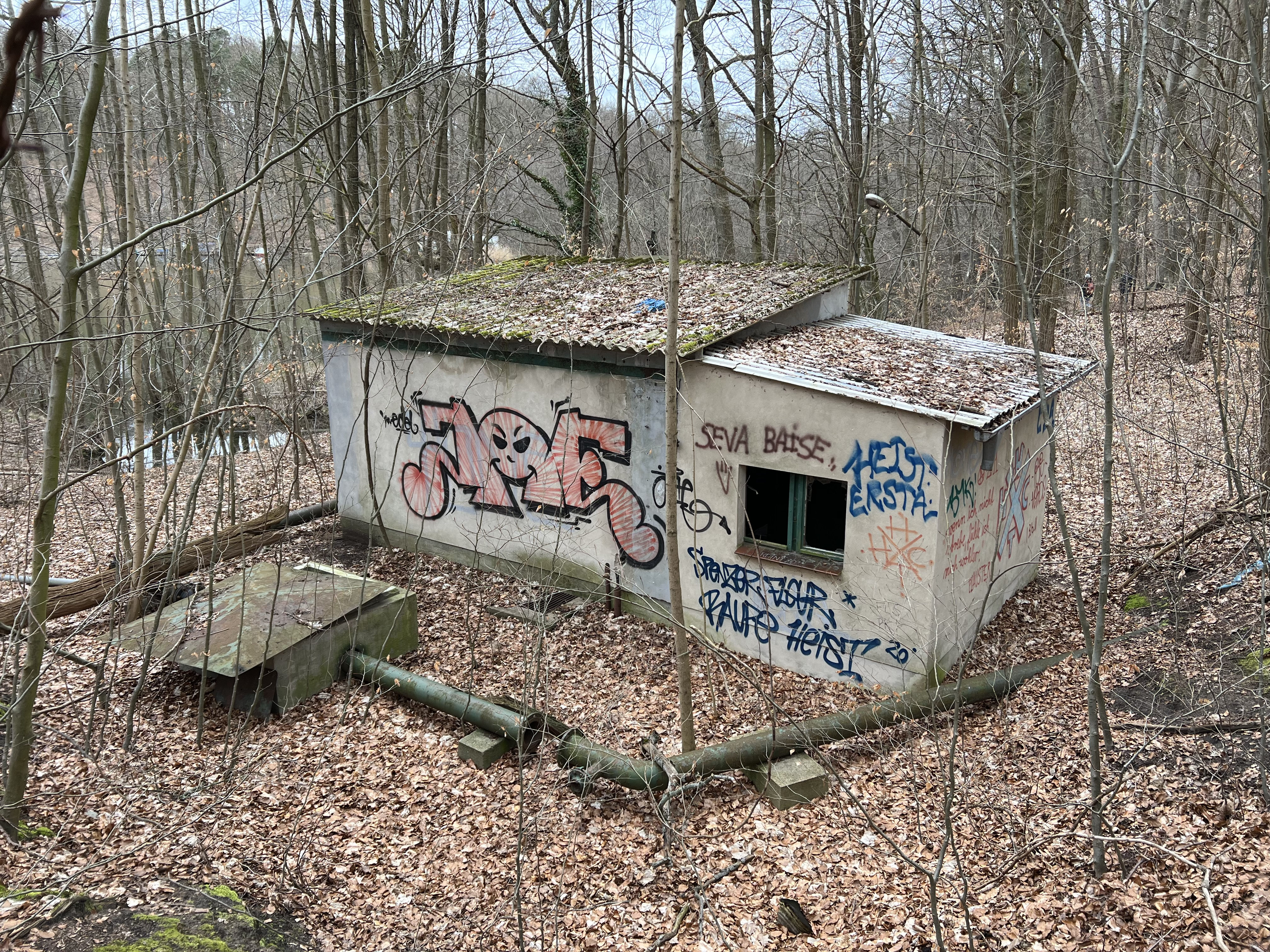
Stillgelegtes Pumpwerk am Nordufer
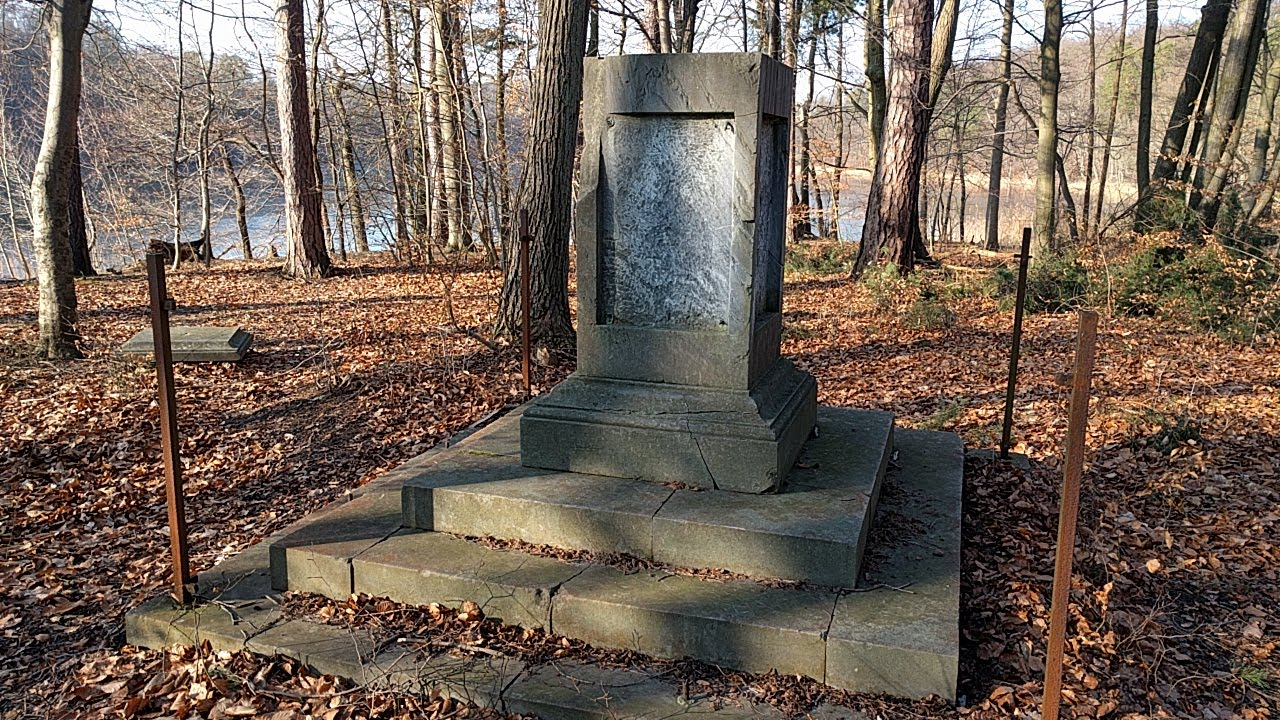
Die Reste des durch Vandalismus zerstörten Grabmals der Familie Wülknitz auf der künstlichen Insel im Hellsee
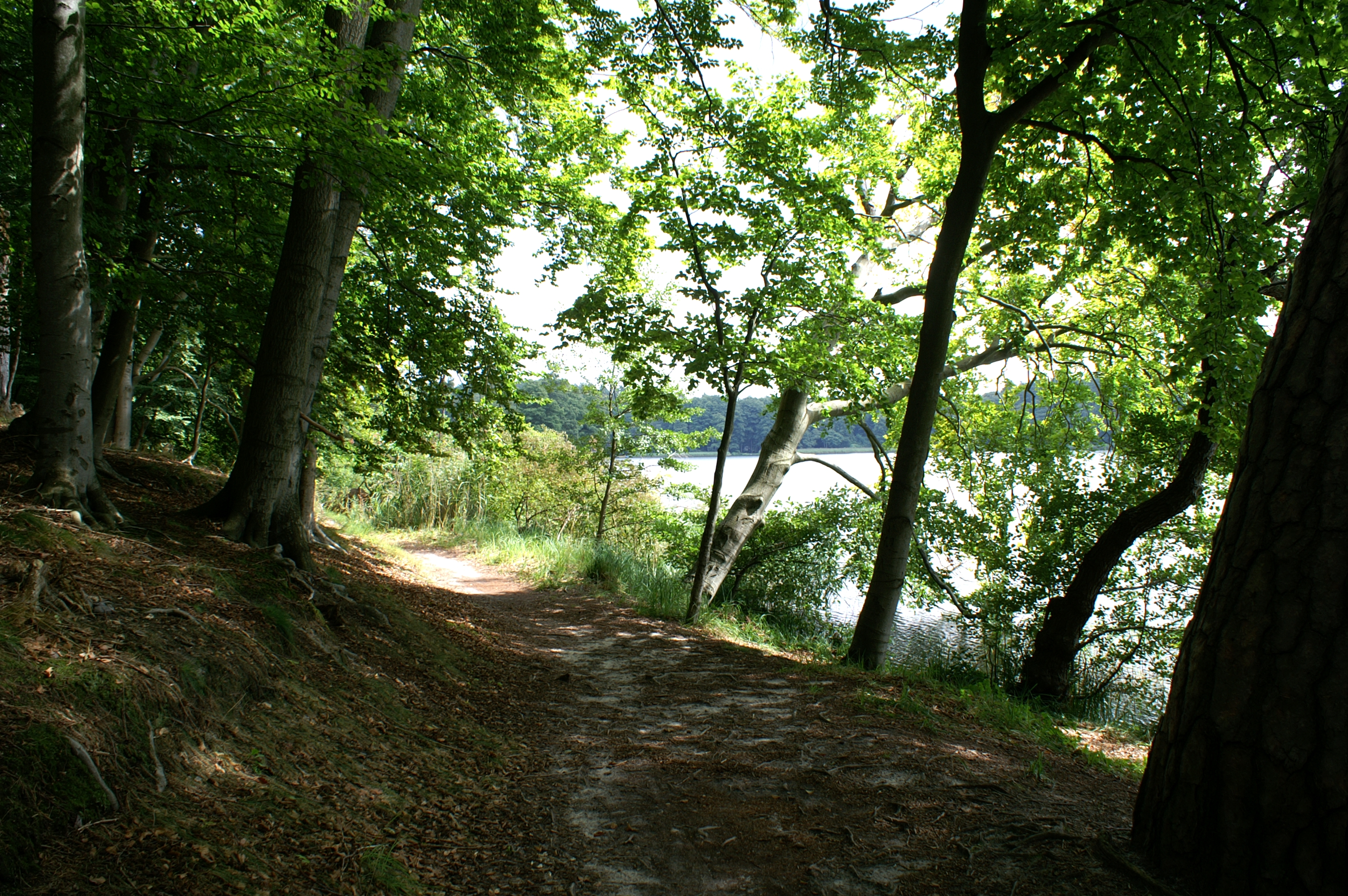
Typischer Uferweg am Nordufer
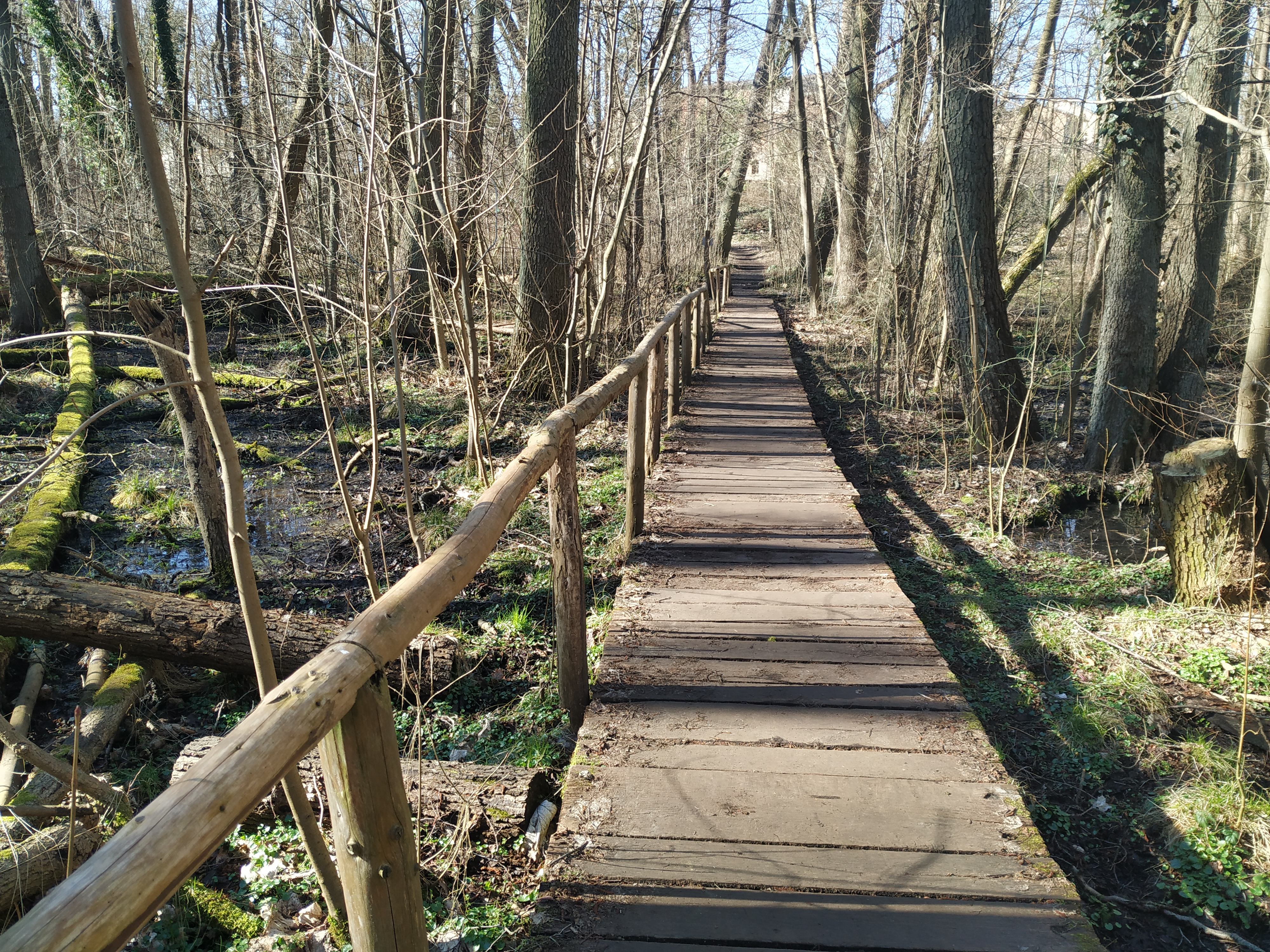
Holzsteg über sumpfiges Gebiet nordwestlich des Hellsees
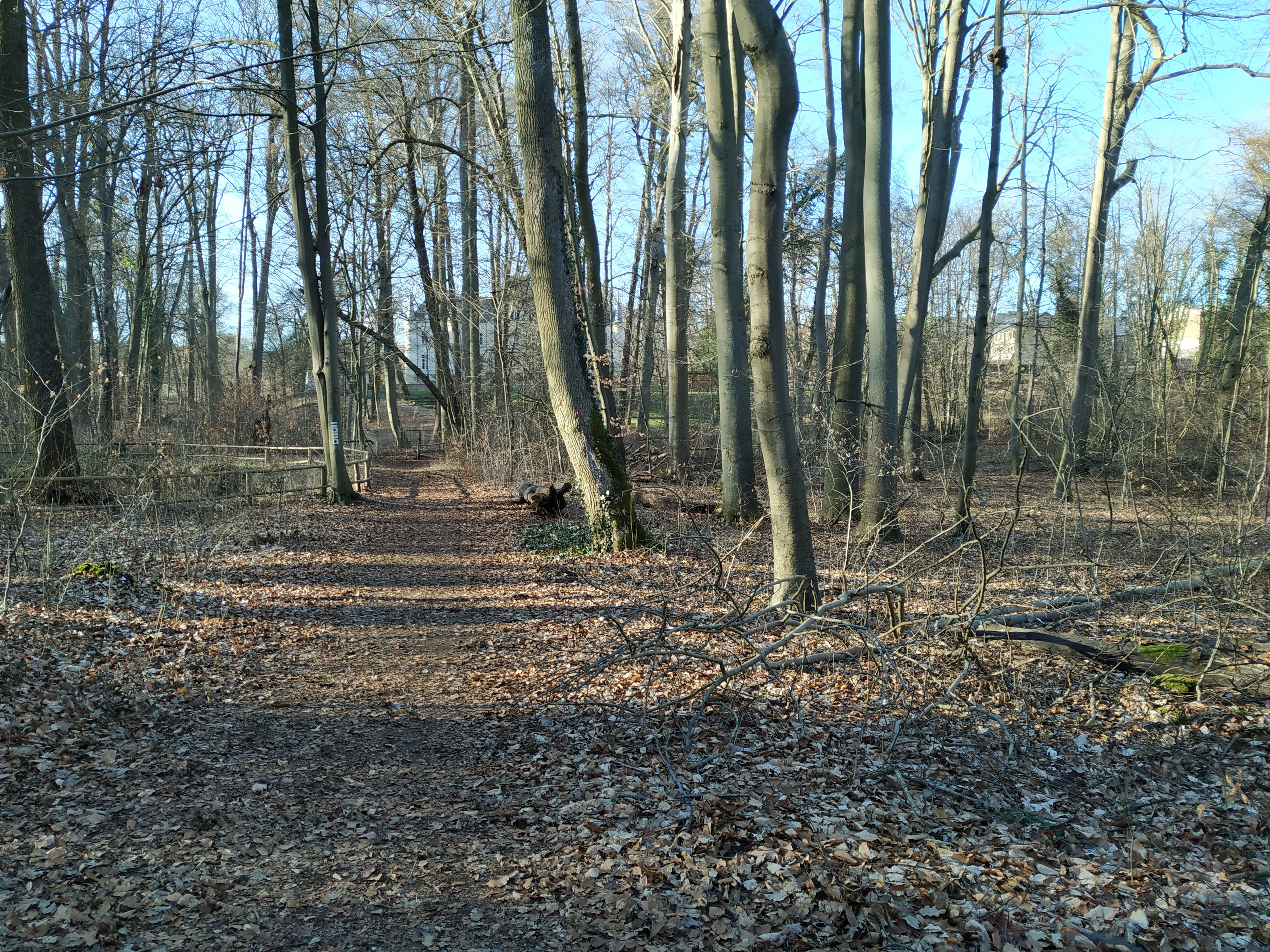
Lenné-Park am Schloss Lanke
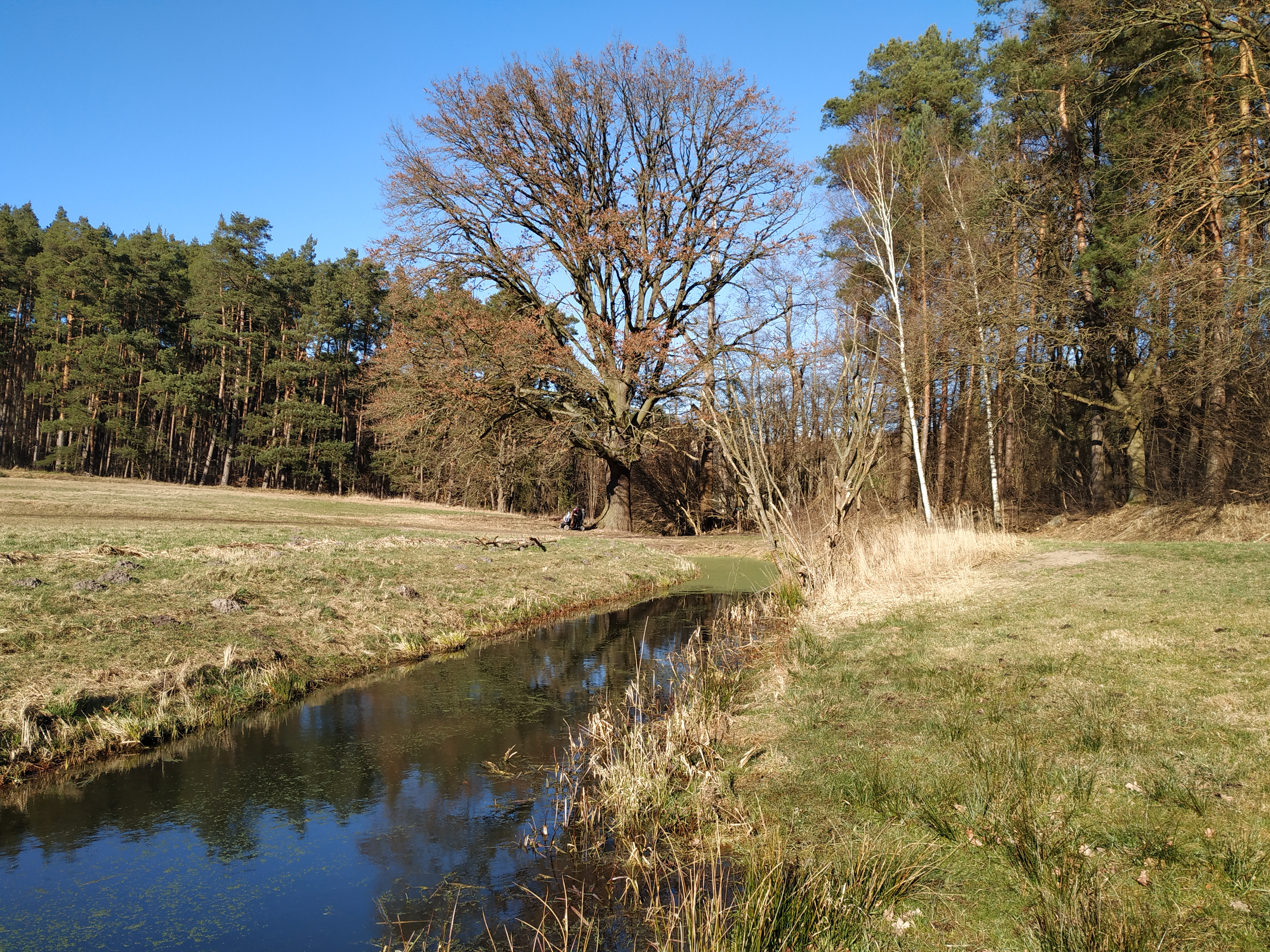
Upstallfließ, Zufluss des Hellsees und Teil des Rundweges